# San Marco in Lamis
San Marco in Lamis là một đô thị thuộc tỉnh Foggia trong vùng Puglia ở Ý. Đô thị này có diện tích 232 km², dân số 14.921 người.
San Marco in Lamis fait partie du Parc national du Gargano, ainsi que de la Comunità montana del Gargano.
Đô thị này có các làng sau: Borgo Celano.
Đô thị này giáp với các đô thị sau: Apricena, Cagnano Varano, Foggia, Manfredonia, Monte Sant'Angelo, Rignano Garganico, San Giovanni Rotondo, San Severo, San Nicandro Garganico.